# Union of Wrestling Force International
Union of Wrestling Force international (UWF-i) — японский шут-рестлинг-промоушн, работавший с 1991 по 1996 год.
UWF-i был преемником новой версии UWF, существовавшей с 1988 по 1990 год, которая была преемником оригинальной Universal Wrestling Federation. Хотя матчи были предопределены (было несколько примечательных реальных состязаний), UWF-i была очень убедительной для своего времени, пропагандируя боевой стиль, включающий смесь борьбы, захватов и кикбоксинга. В ретроспективе UWFi, наряду с другими промоушенами шут-рестлинга, послужил предшественником смешанных боевых искусств и популярных японских промоушенов ММА, в частности Pride FC.
В начале 2000-х годов UWF-i транслировалась на российском телеканале 7ТВ под названием «Бусидо́» (встречается неверная транслитерация с английского бушидо́; от названия «кодекса чести» японского самурая).

## Правила
Бусидо сочетает в себе элементы кикбоксинга, спортивной борьбы, дзюдо и других единоборств. Правила бусидо определяют набор приёмов следующими ограничениями:
- запрещаются удары кулаками,
- запрещаются удары локтем в голову,
- запрещаются удары головой,
- запрещается атака соперника, лежащего на ринге либо опирающегося всеми четырьмя конечностями на ринг.

Всё остальное разрешено. Несмотря на широкий спектр возможных приёмов, борцы предпочитают болевые и удушающие приёмы.
Длительность боя составляет 15, 20, 30, 45 или 60 минут. Каждому борцу перед поединком начисляется по 15 баллов. Баллы снимаются:
- при броске противником через себя — 1 балл,
- при касании каната ринга, когда противник применяет болевой или удушающий приём, — 1 балл. При этом проведение приёма прекращается, соперники расходятся в разные углы ринга, и бой продолжается,
- при нокдауне — 3 балла.

Борец признаётся побеждённым в следующих случаях:
- потеря всех 15 баллов,
- нокаут,
- борец сам сдался при проведении противником болевого или удушающего приёма (наиболее частая причина поражений),
- по истечении времени поединка боец имеет очков меньше, чем у противника,
- дисквалификация из-за нарушения правил или неспортивного поведения.

Также соревнования могут проводиться парами, при этом на ринге борются только два борца, имеющих возможность в любой момент смениться на напарника (разумеется, если противник не применяет захват).